# 61. ceremonia wręczenia Złotych Globów
Gala wręczenia Złotych Globów odbyła się 25 stycznia 2004 roku w hotelu Beverly Hilton Hotel w Beverly Hills, Kalifornia.
Złote Globy za rok 2003 przyznane zostały w 13 kategoriach filmowych i 11 telewizyjnych.

Nagrodę im. Cecila B. DeMille’a za całokształt twórczości otrzymał Michael Douglas.

## Kino

### Najlepszy film, dramat
- Władca Pierścieni: Powrót króla, reż. Peter Jackson

nominacje:
- Wzgórze nadziei, reż. Anthony Minghella
- Pan i władca: Na krańcu świata, reż. Peter Weir
- Rzeka tajemnic, reż Clint Eastwood
- Niepokonany Seabiscuit, reż. Gary Ross

### Najlepsza aktorka w dramacie
Charlize Theron – Monster

nominacje:
- Nicole Kidman – Wzgórze nadziei
- Scarlett Johansson – Dziewczyna z perłą
- Uma Thurman – Kill Bill, część I
- Evan Rachel Wood – Trzynastka
- Cate Blanchett – Veronica Guerin

### Najlepszy aktor w dramacie
Sean Penn – Rzeka tajemnic

nominacje:
- Jude Law – Wzgórze nadziei
- Ben Kingsley – Dom z piasku i mgły
- Tom Cruise – Ostatni samuraj
- Russell Crowe – Pan i władca: Na krańcu świata

### Najlepszy film, komedia lubmusical
Między słowami, reż. Sofia Coppola

nominacje:
- Podkręć jak Beckham, reż. Gurinder Chadha
- Duża ryba, reż. Tim Burton
- Gdzie jest Nemo?, reż. Andrew Stanton
- To właśnie miłość, reż. Richard Curtis

### Najlepsza aktorka w komedii lub musicalu
Diane Keaton – Lepiej późno niż później

nominacje:
- Helen Mirren – Dziewczyny z kalendarza
- Jamie Lee Curtis – Zakręcony piątek
- Scarlett Johansson – Między słowami
- Diane Lane – Pod słońcem Toskanii

### Najlepszy aktor w komedii lub musicalu
Bill Murray – Między słowami

nominacje:
- Billy Bob Thornton – Zły Mikołaj
- Johnny Depp – Piraci z Karaibów: Klątwa Czarnej Perły
- Jack Black – Szkoła rocka
- Jack Nicholson – Lepiej późno niż później

### Najlepszy film zagraniczny
Osama, reż. Siddiq Barmak  Afganistan

nominacje:
- Good bye, Lenin!, reż. Wolfgang Becker  Niemcy
- Inwazja barbarzyńców, reż. Denys Arcand  Kanada
- Pan Ibrahim i kwiaty Koranu, reż. François Dupeyron  Francja
- Powrót, reż. Andriej Zwiagincew  Rosja

### Najlepsza aktorka drugoplanowa
Renée Zellweger – Wzgórze nadziei

nominacje:
- Hope Davis – Amerykański splendor
- Maria Bello – Cooler
- Patricia Clarkson – Wizyta u April
- Holly Hunter – Trzynastka

### Najlepszy aktor drugoplanowy
Tim Robbins – Rzeka tajemnic

nominacje:
- Albert Finney – Duża ryba
- Alec Baldwin – Cooler
- Ken Watanabe – Ostatni samuraj
- William H. Macy – Niepokonany Seabiscuit
- Peter Sarsgaard – Pierwsza strona

### Najlepszy reżyser
Peter Jackson – Władca Pierścieni: Powrót króla

nominacje:
- Anthony Minghella – Wzgórze nadziei
- Sofia Coppola – Między słowami
- Peter Weir – Pan i władca: Na krańcu świata
- Clint Eastwood – Rzeka tajemnic

### Najlepszy scenariusz
Sofia Coppola – Między słowami

nominacje:
- Anthony Minghella – Wzgórze nadziei
- Jim Sheridan, Naomi Sheridan i Kirsten Sheridan – Nasza Ameryka
- Richard Curtis – To właśnie miłość
- Brian Helgeland – Rzeka tajemnic

### Najlepsza muzyka
Howard Shore – Władca Pierścieni: Powrót króla

nominacje:
- Danny Elfman – Duża ryba
- Gabriel Yared – Wzgórze nadziei
- Alexandre Desplat – Dziewczyna z perłą
- Hans Zimmer – Ostatni samuraj

### Najlepsza piosenka
„Into the West” – Władca Pierścieni: Powrót króla – muzyka i słowa: Howard Shore, Annie Lennox i Fran Walsh

nominacje:
- „Man of the Hour” – Duża ryba – muzyka i słowa: Eddie Vedder
- „You Will Be My Ain True Love” – Wzgórze nadziei – muzyka i słowa: Sting
- „Time Enough For Tears” – Nasza Ameryka – muzyka i słowa: Bono, Gavin Friday i Maurice Seezer
- „The Heart Of Every Girl” – Uśmiech Mony Lizy – muzyka; Elton John; słowa: Bernie Taupin

## Telewizja

### Najlepszy serial dramatyczny
24 godziny

nominacje:
- CSI: Kryminalne zagadki Las Vegas
- Bez skazy
- Sześć stóp pod ziemią
- Prezydencki poker

### Najlepsza aktorka w serialu dramatycznym
Frances Conroy – Sześć stóp pod ziemią

nominacje:
- Jennifer Garner – Agentka o stu twarzach
- Amber Tamblyn – Joan z Arkadii
- Joely Richardson – Bez skazy
- Allison Janney – Prezydencki poker

### Najlepszy aktor w serialu dramatycznym
Anthony LaPaglia – Bez śladu

nominacje:
- Kiefer Sutherland – 24 godziny
- William Petersen – CSI: Kryminalne zagadki Las Vegas
- Michael Chiklis – The Shield: Świat glin
- Martin Sheen – Prezydencki poker

### Najlepszy serial komediowy lub musical
Biuro

nominacje:
- Bogaci bankruci
- Detektyw Monk
- Seks w wielkim mieście
- Will & Grace

### Najlepsza aktorka w serialu komediowym lub musicalu
Sarah Jessica Parker – Seks w wielkim mieście

nominacje:
- Bonnie Hunt – Life with Bonnie
- Alicia Silverstone – Mów mi swatka
- Bitty Schram – Detektyw Monk
- Reba McEntire – Reba
- Debra Messing – Will & Grace

### Najlepszy aktor w serialu komediowym lub musicalu
Ricky Gervais – Biuro

nominacje:
- Bernie Mac – Bernie Mac Show
- Matt LeBlanc – Przyjaciele
- Tony Shalhoub – Detektyw Monk
- Eric McCormack – Will & Grace

### Najlepszy miniserial lub film telewizyjny
Anioły w Ameryce, reż. Mike Nichols

nominacje:
- Mój dom w Umbrii, reż. Richard Loncraine
- Normalny, reż. Jane Anderson
- Rzymska wiosna pani Stone, reż. Robert Allan Ackerman
- Dziewczyna żołnierza, reż. Frank Pierson

### Najlepsza aktorka w miniserialu lub filmie telewizyjnym
Meryl Streep – Anioły w Ameryce

nominacje:
- Maggie Smith – Mój dom w Umbrii
- Jessica Lange – Normalny
- Judy Davis – The Reagans
- Helen Mirren – Rzymska wiosna pani Stone

### Najlepszy aktor w miniserialu lub filmie telewizyjnym
Al Pacino – Anioły w Ameryce

nominacje:
- Antonio Banderas – Pancho Villa we własnej osobie
- Tom Wilkinson – Normalny
- James Brolin – The Reagans
- Troy Garity – Dziewczyna żołnierza

### Najlepsza aktorka drugoplanowa w serialu, miniserialu lub filmie telewizyjnym
Mary-Louise Parker – Anioły w Ameryce

nominacje:
- Kim Cattrall – Seks w wielkim mieście
- Kristin Davis – Seks w wielkim mieście
- Cynthia Nixon – Seks w wielkim mieście
- Megan Mullally – Will & Grace

### Najlepszy aktor drugoplanowy w serialu, miniserialu lub filmie telewizyjnym
Jeffrey Wright – Anioły w Ameryce

nominacje:
- Ben Shenkman – Anioły w Ameryce
- Patrick Wilson – Anioły w Ameryce
- Sean Hayes – Will & Grace
- Lee Pace – Dziewczyna żołnierza

## Rozkład Nagród
(Zwycięzcy)
- 5: Anioły w Ameryce
- 4: Władca Pierścieni: Powrót króla
- 3: Między słowami
- 2: Rzeka tajemnic
- 2: The Office